# Rakovský potok (přítok Klabavy)
Rakovský potok (neformálně též nazývaný Rakováček) je potok v Plzeňském kraji v Česku. Je levostranným přítokem řeky Klabavy. Plocha jeho povodí měří 10,6 km².

## Průběh toku
Pramení v okolí vesnice Raková, v blízkosti malého rybníka na severovýchodním okraji obce. Vede pak severoseverozápadním směrem po úbočí vrchu Kotel. V blízkosti silnice číslo 183 se stáčí k severozápadu a sleduje tuto komunikaci až do intravilánu města Rokycany. Zde prochází zastavěným územím. V roce 2015 byl zde dobudován areál Park U Rakováčku, který zahrnuje obnovu meandrujícího koryta potoka, plochy veřejné zeleně a herní prvky.
Potok potom vede skrz Rokycany přibližně severním směrem, podchází železniční trať Praha – Plzeň i silnici číslo 605 a na severozápadním okraji města Rokycany, v blízkosti čističky odpadních vod, se vlévá zleva do řeky Klabavy.